# Sędziejowice
Sędziejowice (deutsch Sedziejowice, 1943–1945 Sendewitz) ist ein Dorf und Sitz der gleichnamigen Gemeinde im Powiat Łaski der Woiwodschaft Łódź in Polen.

## Gemeinde
Zur Landgemeinde Sędziejowice gehören 25 Dörfer mit Schulzenämtern sowie kleinere Orte.

## Persönlichkeiten
- Franciszek Wachowicz (1916–1988), Politiker